# Sternberg (herb szlachecki)
Sternberg (Sztambark, Sztembark, Stenberg, Sternberg, Sztembart, Szternbark, Szternberg) – polski herb szlachecki, związany z zawołaniami Sztambark i Sztembart.

## Opis herbu
W polu błękitnym gwiazda ośmiopromienna złota.
W klejnocie nad hełmem w koronie ogon pawi.
Według redakcji Chigi, Łętowskiego, Arsenalskiej i Kamyna Klejnotów Długosza, gwiazda jest siedmiopromienna. Według sztychów Kamyna i rękopisu w Bibliotece Narodowej w Paryżu gwiazda jest sześciopromienna. W Kronice Bielskiego. U Paprockiego natomiast gwiazda jest sześciopromienna, a pole herbu czerwone.

## Najwcześniejsza wzmianka
Najstarszy zapis z 1424 roku, najstarsza pieczęć z 1434 roku.

## Herbowni
Tadeusz Gajl wymienia następujące nazwiska herbownych:
Bożowski, Dąbski, Dębski, Gaszyński, Golański, Gołąski, Gorski, Górski, Gurski, Jastrzębski, Kostka, Pomorski, Powidzki, Schewe, Siewnicki, Sławiński, Stemberg, Sternberg, Stojałowski, Sztemborski, Temberski, Ternberski, Witkowski, Witowski, Wittyk, Wolski, Żabieński, Żabiński.

## Etymologia
Wszystkie formy nazwy herbu są pochodzenia topograficznego, obcego.